# Elección presidencial de El Salvador de 1989
La elección presidencial de El Salvador de 1989 se llevó a cabo durante el conflicto armado el domingo 19 de marzo de 1989, Alfredo Cristiani un empresario salvadoreño se presentó como candidato a la presidencia mientras  Francisco Merino fue su compañero de fórmula, ambos bajo la bandera del partido de corte derechista Alianza Republicana Nacionalista quienes el Consejo Central de Elecciones, lo que ahora se conoce como Tribunal Supremo Electoral, proclamó ganadores por  53.82% en votación general; su contrincante más cercano fue el abogado y líder político Fidel Chávez Mena que junto con su compañero para candidato a la vicepresidencia fue Francisco Barrientos corrieron bajo la bandera del centro-derecha Partido Demócrata Cristiano (PDC).
Lo histórico de esta elección fue que por primera vez, luego de una larga lista de presidentes bajo régimen militar, un presidente civil elegido democráticamente, como es el caso José Napoleón Duarte del Partido Demócrata Cristiano,  entregaba el poder a otro civil elegido por la ciudadanía en elecciones democráticas.

## Contexto histórico
- El Salvador tenía ya 10 años del estallido de la guerra civil.[4]
- Las elecciones de 1989 marcaron un hito en la historia dado que es el resultado del esfuerzo por democratizar el poder político y traspasar el poder de forma pacífica a manos civiles.
- En 1988, por presiones externas, la candidatura presidencial por el partido de ultraderecha, ARENA, era traspasada de Roberto D'abuisson caracterizado por ser conservador recalcitrante a Alfredo Cristiani con una actitud más moderada.
- Las elecciones significó el desgaste político del Partido Demócrata Cristiano, tanto que desde entonces no tuvo una influencia significativa en elecciones presidenciales posteriores, ni municipales o legislativas.
- En agosto de 1987, los países de la región Centroamericana firman un acuerdo para lograr una paz duradera y de reglas claras que puso en primer plano el esfuerzo por lograr la democracia en la Centroamérica.
- En el Partido Demócrata Cristiano se rivalizaban dos ideas: la primera respaldada por Julio Adolfo Rey Prendes que era más conservador frente a la modernización respaldada por Fidel Chávez Mena, lo que marcó un conflicto de liderazgos, y como consecuencia Rey Prendes se separa del partido para fundar el Movimiento Auténtico Cristiano. A pesar de que el presidente Napoleón Duarte había sugerido a Abraham Rodríguez para candidato a los comicios Presidenciales de 1989, se elige a Fidel Chávez Mena como candidato oficial.
- El PDC trató de acercarse al voto independiente mediante la elección de candidato vicepresidencial a Francisco Barrientos.
- El planteamiento del PDC era reducir el papel del Estado en la economía, limitándolo a corregir fallas del mercado y revertir gradualmente la nacionalización de la Banca decretada en 1980.
- ARENA planteó en su programa presidencial la reducción del Estado en la economía y regulaciones comerciales que parecían excesivas y disminución de la inflación mediante la reducción del gasto público.

## Planteamientos de gobierno
| Partido | Partido | Economía | Seguridad |
| ------- | ------- | --- | --------- |
|         | PDC     | reducir el papel del Estado en la economía, limitándolo a corregir fallas del mercado y revertir gradualmente la nacionalización de la Banca decretada en 1980.                                     | Diálogo   |
|         | ARENA   | planteó en su programa presidencial la reducción del Estado en la economía y regulaciones comerciales que parecían excesivas y disminución de la inflación mediante la reducción del gasto público. |           |

## Traspaso de mando
Luego de la llamada telefónica realizada por el presidente saliente José Napoleón Duarte al presidente electo Alfredo Cristiani, se realizan una serie de reuniones para un traspaso ordenado de mando, donde el tema central fue la situación de la guerra civil de El Salvador; quienes también se reunieron, Armando Calderón Sol, Alejandro Duarte, asesor del presidente saliente, y Eugenio Vides Casanova, ministro de Defensa. 
Agenda de reuniones Cristiani - Duarte
| Tema central        | Detalle | Presentes                                                                             |
| ------------------- | --- | ------------------------------------------------------------------------------------- |
| Acuerdos Generales  | Acuerdos del informe presidencial que se entregará al presidente electro por parte del presidente saliente sobre temas prioritarios                                             | José Napoleón Duarte, Alfredo Cristiani, Armando Calderón Sol                         |
| La Guerra           | Se acordaron que el presidente electo recibiría un informe diario relacionado con la guerra civil y su situación                                                                | José Napoleón Duarte y Alfredo Cristiani                                              |
| El proceso de paz   | Se comentaron detalles de los aciertos y errores obtenidos en relación con el proceso de Paz                                                                                    | José Napoleón Duarte y Alfredo Cristiani                                              |
| Ayuda internacional | Rendición de cuentas de los apoyos internacionales obtenidos en los últimos 5 años                                                                                              | José Napoleón Duarte, José Alejandro Duarte y Alfredo Cristiani                       |
| Manejo del Ejército | Rendición de cuentas sobre los esfuerzos logrados en la profesionalización de las Fuerzas Armadas y así evitar que éstas apoyen a alguno de los partidos políticos en contienda | José Napoleón Duarte, Eugenio Casanova Vides, Ministro de Defensa y Alfredo Cristiani |